# Gare de Lesquin
Gare de Lesquin vasútállomás Franciaországban, Lesquin településen.

## Vasútvonalak
Az állomást az alábbi vasútvonalak érintik:
- Fives-Hirson-vasútvonal

## Kapcsolódó állomások
A vasútállomáshoz az alábbi állomások vannak a legközelebb:
- Gare de Mont-de-Terre
- Gare de Fretin